# Le Baby-sitter (livre)
Pour les articles homonymes, voir Le Baby-sitter (homonymie).
 (décembre 2011).
Si vous disposez d'ouvrages ou d'articles de référence ou si vous connaissez des sites web de qualité traitant du thème abordé ici, merci de compléter l'article en donnant les références utiles à sa vérifiabilité et en les liant à la section « Notes et références ».
Le Baby-sitter est un roman de Jean-Philippe Blondel publié en 2010.

## Résumé
Alex, étudiant, commence le baby-sitting avec les enfants de la boulangère Mélanie. Puis ceux de Marc, et en tout, une dizaine pour 3 soirs par semaine. Trois autres soirs, il couche avec Marion. Un soir, Emile avale un œil de peluche. Le SAMU le sauve. Ses parents offrent une voiture à Alex. Le mari de Mélanie la quitte. Marion plaque Alex. Il couche avec Mélanie. Marc tente de s'empoisonner. En juillet, Alex invite tous ses « clients » qui lui offrent un ordinateur portable.